# (6819) McGarvey
Pour les articles homonymes, voir McGarvey.
(6819) McGarvey est un astéroïde de la ceinture principale.

## Description
(6819) McGarvey est un astéroïde de la ceinture principale. Il fut découvert le 14 juin 1983 à l'observatoire Palomar par Suzanne Smrekar (en). Il porte le nom de la mère de cette dernière, Flora McGarvey Smrekar (1924–1977). Il présente une orbite caractérisée par un demi-grand axe de 2,29 UA, une excentricité de 0,12 et une inclinaison de 5,0° par rapport à l'écliptique.

## Compléments